# Bitva u Boyacá
Bitva u Boyacá se odehrála 7. srpna 1819 120 km severovýchodně od Bogoty (Kolumbie). Povstalecká vojska zde porazila španělsko-kolumbijskou koloniální armádu. Během válek za nezávislost, které postupně zachvátily celý jihoamerický kontinent, obrátilo toto vítězství vývoj ve prospěch povstalců.

## Popis
Jeden z nejsmělejších činů všech válek za nezávislost, ať se odehrávaly kdekoli, vzešel z úmyslu venezuelského generála Simóna Bolívara vypudit španělské úřady z kolonie nazývané tehdy Nová Granada. Velkolepý plán předpokládal přesunout více než dvoutisícovou armádu přes deštěm rozbahněné pláně vysoko do And a zaskočit Španěly přímo v jejich hlavním stanu, v Bogotě.
Bolívar si ke svému tažení zvolil nejobtížnější trasu a nejriskantnější roční dobu – tedy dva faktory, u nichž spoléhal, že se obrátí v jeho prospěch. Právě začalo období dešťů a voda v řekách stoupala. Za těchto podmínek předpokládal, že nebudou Španělé připraveni na útok.
V pevné víře, že jeho vlastenecká armáda cestu vydrží, vydal se Bolívar koncem května s 1300 pěšáky a 800 kavaleristy na pochod. Vojáci postupovali hustými přívaly deště, oděv jim na těle hnil a trhal se na cáry. Potoky, v období sucha nepatrné stružky, se nyní proměnily v řeky, které nebylo možno překonat jinak než ve člunech z hověziny. Místy se vojáci brodili po pás bahnitou vodou a vystavovali se nebezpečí útoku aligátorů a piraní.
Potraviny a střelivo provlhly, zvířata denně hynula. Morálka mezi vojáky klesala, ale přesto muži odolali díky víře a rozhodnosti Bolívara a jeho generálů. V předhůří And se k Bolívarovi přidal vůdce jiné vlastenecké armády Francisco de Paula Santander a 12. června se obě vojska spojila. Nejhorší úsek cesty je však teprve čekal. S obnovenými silami pochodovaly Bolívarovy jednotky k Pisbickému průsmyku. Horami vál řezavý vítr a teplota v noci klesala pod bod mrazu.
Mnoho vojáků, oblečených jen do cárů, zemřelo prochlazením. Jiní, zesláblí únavou, se sotva potáceli po umrzlých stezkách. Vojsko utrpělo těžké ztráty a náročný pochod přežila jen hrstka koní. Za průsmykem však ležela úrodná zelená údolí, kde bylo možno získat zásoby i zvířata. Kromě toho sestupem do Nové Granady po této nečekané trase zabránil Bolívar střetu se španělskými pohraničními strážemi.
Po několika potyčkách zatarasilo Bolívarův postup na Bogotu roajalistické vojsko vedené Josém Barreriem. Uprostřed noci zavelel Bolívar k ústupu a pokusil se nepřátelské pozice obejít jinudy. Když Barrerio zjistil, k čemu došlo, chtěl Bolívara předejít jinou cestou. Spěchal k boyackému mostu, aby zaujal silné postavení, které by Bolívarovi zabránilo v přístupu do města.
Dne 7. srpna se obě armády střetly. Předsunutý voj roajalistů dorazil k mostu, ale byl zahnán Bolívarovými oddíly. Nato Barreiro zaujal pozici podél pravého břehu. Santander vyslal svou jízdu, aby překročila řeku přes brod, nalézající se níže po proudu, a napadla roajalisty z boku, zatímco on a Bolívar zaútočili čelně. Tímto spojeným útokem byla roajalistická armáda oslabena, takže Bolívar mohl se svou jízdou prorazit středem. Za necelé dvě hodiny se Barreiro vzdal. Tato klíčová bitva otevřela cestu na Bogotu a ve svém důsledku znamenala osvobození Nové Granady. To byl přelom v dějinách severní části Jižní Ameriky. Zároveň tím okamžikem přešla vojenská iniciativa ze Španělů na vlastenecké síly. Bolívar získal v Bogotě důležitou operační základnu.